# Molophilus vividus
Molophilus vividus là một loài ruồi trong họ Limoniidae. Chúng phân bố ở miền Australasia.